# ハイラム・ウォーカー
ハイラム・ウォーカー（Hiram Walker）は、カナダオンタリオ州ウィンザー市でカナディアン・ウイスキーの製造を始めた人物とその会社。

## 概要
1856年、デトロイトのビジネスマン、ハイラム・ウォーカーがデトロイト川対岸のカナダ側の都市、ウィンザー市内に蒸留所を設立。アメリカ合衆国の禁酒運動が盛んになる中で（詳細はアメリカ合衆国における禁酒法を参照のこと）密造酒が横行した時期であり、ハイラム・ウォーカーが正規に製造した質の高いウイスキーは、（アメリカ国内に密輸するため）需要が高かったという。1882年アメリカ合衆国に正規輸出を開始、アメリカ産ウイスキーとの差別化を図るため、1890年には自社ウイスキーにカナディアン・クラブ（略称CC）のブランドを冠した。
現在ではペルノ・リカールグループ傘下である。

## 製品

### ウイスキー

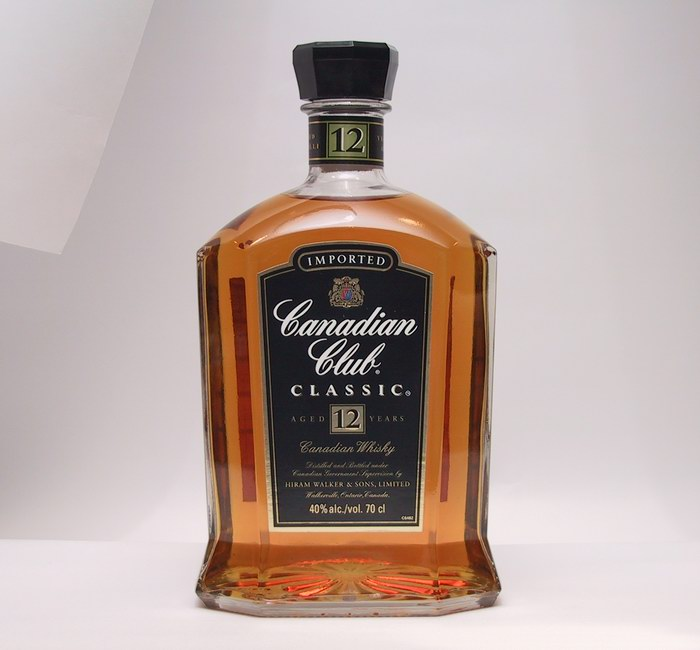
カナディアン・クラブ

カナディアン・クラブはライ麦と小麦を使ったモルトとグレーンウイスキーを合わせ、ホワイト・オーク樽で熟成。雑味の少ない軽い仕上がりが特徴。20年物やシェリー・カスクによる熟成など多彩なバリエーションがある。
日本ではサントリーが輸入している。

### ビール
ウイスキーの成功に続き、ビールの醸造も開始。1956年に醸造所が閉鎖されるまで製造が続けられた。現在流通しているビールは、1988年に復刻された別物である。

### リキュール
カクテル用のリキュールも製造している。
- ハイラム・ウォーカー・サンブーカ
- ハイラム・ウォーカー・ミント・ホワイト

## リンク
- カナディアンクラブ - サントリーによる紹介。